# Predanalitični dejavnik
Predanalitični dejavnik je vsak dejavnik, ki se zgodi pred analizo vzorca in vpliva na izid preiskave.
V klinični biokemiji se rutinsko ugotavlja fakorje oz. dejavnike HIL (H-hemoliza, I-ikteričnost oz. zlateničnost in l-lipemičnost oz. zamaščenost) vzorca.
Za pravilne izide preiskave je pomembno, da so vzorci (kri, urin, blato, likvor) odvzeti na pravem mestu, na pravilen način, v pravi vsebnik, pravilno shranjeni in transportirani.